# یکدانگ
یکدانگ، روستایی از توابع بخش مرکزی شهرستان بروجرد در استان لرستان ایران است.

## جمعیت
این روستا در دهستان شیروان قرار دارد و براساس سرشماری مرکز آمار ایران در سال ۱۳۸۵، جمعیت آن ۴۰۶ نفر (۹۹خانوار) بوده‌است.